# Yuito Suzuki
Yuito Suzuki (Japans: 鈴木 唯人; Hayama, 25 oktober 2001) is een Japans voetballer die doorgaans speelt als middenvelder. In juli 2025 verruilde hij Brøndby IF voor SC Freiburg. Suzuki maakte in 2024 zijn debuut in het Japans voetbalelftal.

## Clubcarrière
Suzuki speelde in de jeugd van Yokohama F. Marinos en daarna voetbal voor zijn twee middelbare scholen. Nadat hij zijn opleiding hier had afgerond kwam hij te spelen voor Shimizu S-Pulse. Zijn competitiedebuut maakte de middenvelder op 4 juli 2020, toen met 1–2 verloren werd van Nagoya Grampus en hij in de basisopstelling mocht beginnen. Vanaf zijn entree in het eerste elftal speelde hij grotendeels een belangrijke rol in het eerste elftal. Eind 2022 degradeerde Shimizu S-Pulse naar de J2 League. Hier speelde Suzuki nog wat wedstrijden, voor hij in januari 2023 gehuurd werd door RC Strasbourg. Voor de Franse club speelde hij drie wedstrijden met daarin één goal.
Na deze verhuurperiode vertrok Suzuki op vaste basis uit Japan. Brøndby IF nam hem voor circa zeshonderdduizend euro over. Hij tekende voor vier seizoenen bij de Deense club. Als aanvallende middenvelder maakte hij achtereenvolgens negen en twaalf competitiedoelpunten in de Superligaen. In mei 2025 werd een toekomstige transfer naar SC Freiburg overeengekomen voor een bedrag van circa tien miljoen euro. Hij zette zijn handtekening onder een contract ingaande per 1 juli 2025.

## Clubstatistieken
| Seizoen | Club            | Competitie  | Competitie | Competitie | Beker | Beker | Internationaal | Internationaal | Totaal | Totaal |
| Seizoen | Club            | Competitie  | Wed.       | Dlp.       | Wed.  | Dlp.  | Wed.           | Dlp.           | Wed.   | Dlp.   |
| ------- | --------------- | ----------- | ---------- | ---------- | ----- | ----- | -------------- | -------------- | ------ | ------ |
| 2020    | Shimizu S-Pulse | J1 League   | 30         | 0          | 2     | 0     | —              | —              | 32     | 0      |
| 2021    | Shimizu S-Pulse | J1 League   | 33         | 2          | 4     | 1     | —              | —              | 37     | 3      |
| 2022    | Shimizu S-Pulse | J1 League   | 20         | 3          | 4     | 0     | —              | —              | 24     | 3      |
| 2023    | Shimizu S-Pulse | J2 League   | 3          | 1          | 0     | 0     | —              | —              | 3      | 1      |
| 2022/23 | → RC Strasbourg | Ligue 1     | 3          | 1          | 0     | 0     | —              | —              | 3      | 1      |
| 2023/24 | Brøndby IF      | Superligaen | 26         | 9          | 4     | 2     | —              | —              | 30     | 11     |
| 2024/25 | Brøndby IF      | Superligaen | 32         | 12         | 5     | 0     | 3              | 1              | 40     | 13     |
| 2025/26 | SC Freiburg     | Bundesliga  | 0          | 0          | 0     | 0     | 0              | 0              | 0      | 0      |
| Totaal  | Totaal          | Totaal      | 148        | 28         | 19    | 3     | 3              | 1              | 170    | 32     |

Bijgewerkt op 1 juli 2025.

## Interlandcarrière
Suzuki maakte op 6 juni 2024 zijn debuut in het Japans voetbalelftal tijdens een kwalificatiewedstrijd voor het WK 2026 tegen Myanmar. Dit duel werd door twee doelpunten van Keito Nakamura, eentje van Ritsu Doan en ook twee van Koki Ogawa met 0–5 gewonnen. Suzuki moest van bondscoach Hajime Moriyasu op de reservebank beginnen en hij viel in de rust in voor Doan.
| Interlands van Yuito Suzuki voor Japan | Interlands van Yuito Suzuki voor Japan | Interlands van Yuito Suzuki voor Japan | Interlands van Yuito Suzuki voor Japan | Interlands van Yuito Suzuki voor Japan | Interlands van Yuito Suzuki voor Japan |
| №                                      | Datum                                  | Wedstrijd                              | Uitslag                                | Competitie                             | Goals                                  |
| Als speler bij Brøndby IF              | Als speler bij Brøndby IF              | Als speler bij Brøndby IF              | Als speler bij Brøndby IF              | Als speler bij Brøndby IF              | Als speler bij Brøndby IF              |
| -------------------------------------- | -------------------------------------- | -------------------------------------- | -------------------------------------- | -------------------------------------- | -------------------------------------- |
| 1                                      | 6 juni 2024                            | Myanmar – Japan                        | 0 – 5                                  | WK 2026 kwalificatie                   |                                        |
| 2                                      | 5 juni 2025                            | Australië – Japan                      | 1 – 0                                  | WK 2026 kwalificatie                   |                                        |

Bijgewerkt op 1 juli 2025.